# Friday Iyam
Friday Iyam (1 december 1989, Kaduna) is een Nigeriaans voetballer die momenteel voor het Finse PP-70 Tampere uitkomt.
Hij begon zijn loopbaan in zijn thuisstad Kaduna bij Kaduna United FC, startte daarna zijn Finse avontuur bij AC Oulu en verhuisde daarna naar zijn huidige club PP-70 Tampere. Iyam speelt als middenvelder.